# Jo Un-ok
Jo Un-ok (* 29. August 1992) ist eine nordkoreanische Langstreckenläuferin.

## Sportliche Laufbahn
Erste internationale Erfahrungen sammelte Jo Un-ok beim Macau-International-Marathon 2015, bei dem sie auf den fünften Platz kam. Im Jahr darauf wurde sie sowohl beim Pjöngjang-Marathon, als auch beim Peking-Marathon Dritte. 2017 siegte sie beim Marathon in der nordkoreanischen Hauptstadt und qualifizierte sich damit für die Weltmeisterschaften in London. Dort erreichte sie das Ziel nach 2:36:46 h und belegte damit Platz 29. Anschließend gewann sie bei den Marathon-Asienmeisterschaften in Dongguan die Bronzemedaille. 2018 nahm sie erstmals an den Asienspielen in Jakarta teil und wurde dort in 2:38:32 h Fünfte im Marathonlauf.

## Persönliche Bestleistungen
- Marathon: 2:27:42 h, 8. April 2018 in Pjöngjang